# Campeonato Mundial de Taekwondo de 2013
O Campeonato Mundial de Taekwondo de 2013 foi a 21ª edição do evento, organizado pela Federação Mundial de Taekwondo (WTF) entre 15 de julho a 21 de julho de 2013. A competição foi realizada no Centro de Exposições de Puebla, em Puebla de Zaragoza, México. 

## Resultados
Os resultados foram os seguintes. 
Masculino
| Evento                   | Ouro                       | Prata                        | Bronze                         |
| Até 54 kg (detalhes)     | Coreia do Sul Kim Tae-hun  | Taipé Chinesa · Hsu Chia-lin | Tailândia · Jerranat Nakaviroj |
| Até 54 kg (detalhes)     | Coreia do Sul Kim Tae-hun  | Taipé Chinesa · Hsu Chia-lin | Egito · Hussein Sherif         |
| Até 58 kg (detalhes)     | Coreia do Sul Cha Tae-moon | Irão Hadi Mostaan            | México · Damián Villa          |
| Até 58 kg (detalhes)     | Coreia do Sul Cha Tae-moon | Irão Hadi Mostaan            | Brasil · Guilherme Dias        |
| Até 63 kg (detalhes)     | Coreia do Sul Lee Dae-hoon | México · Abel Mendoza        | Taipé Chinesa · Wei Chen-yang  |
| Até 63 kg (detalhes)     | Coreia do Sul Lee Dae-hoon | México · Abel Mendoza        | França · Stevens Barclais      |
| Até 68 kg (detalhes)     | Irão Behnam Asbaghi        | Coreia do Sul Kim Hun        | Senegal · Balla Dièye          |
| Até 68 kg (detalhes)     | Irão Behnam Asbaghi        | Coreia do Sul Kim Hun        | Espanha · José Antonio Rosillo |
| Até 74 kg (detalhes)     | México · Uriel Adriano     | Rússia · Albert Gaun         | Coreia do Sul Kim Yoo-jin      |
| Até 74 kg (detalhes)     | México · Uriel Adriano     | Rússia · Albert Gaun         | Tunísia · Saifeddine Trabelsi  |
| Até 80 kg (detalhes)     | Alemanha · Tahir Güleç     | México · René Lizárraga      | Rússia · Anton Kotkov          |
| Até 80 kg (detalhes)     | Alemanha · Tahir Güleç     | México · René Lizárraga      | Espanha · Nicolás García       |
| Até 87 kg (detalhes)     | Cuba · Rafael Alba         | China · Ma Zhaoyong          | Tunísia · Yassine Trabelsi     |
| Até 87 kg (detalhes)     | Cuba · Rafael Alba         | China · Ma Zhaoyong          | Azerbaijão · Radik Isayev      |
| Mais de 87 kg (detalhes) | Gabão · Anthony Obame      | Irão Sajjad Mardani          | Eslovênia · Ivan Trajkovič     |
| Mais de 87 kg (detalhes) | Gabão · Anthony Obame      | Irão Sajjad Mardani          | Cuba · Robelis Despaigne       |

Feminino
| Evento                   | Ouro                         | Prata                            | Bronze                        |
| Até 46 kg (detalhes)     | Coreia do Sul Kim So-hui     | Rússia · Anastasia Valueva       | China · Ren Dandan            |
| Até 46 kg (detalhes)     | Coreia do Sul Kim So-hui     | Rússia · Anastasia Valueva       | Tunísia · Fadia Farhani       |
| Até 49 kg (detalhes)     | Tailândia · Chanatip Sonkham | Jordânia · Dana Haidar           | Croácia · Lucija Zaninović    |
| Até 49 kg (detalhes)     | Tailândia · Chanatip Sonkham | Jordânia · Dana Haidar           | Cuba · Yania Aguirre          |
| Até 53 kg (detalhes)     | Coreia do Sul Kim Yu-jin     | Croácia · Ana Zaninović          | Cuba · Yamisel Núñez          |
| Até 53 kg (detalhes)     | Coreia do Sul Kim Yu-jin     | Croácia · Ana Zaninović          | França · Floriane Liborio     |
| Até 57 kg (detalhes)     | Coreia do Sul Kim So-hee     | Japão · Mayu Hamada              | Alemanha · Anna-Lena Frömming |
| Até 57 kg (detalhes)     | Coreia do Sul Kim So-hee     | Japão · Mayu Hamada              | Espanha · Eva Calvo           |
| Até 62 kg (detalhes)     | Austrália · Carmen Marton    | Coreia do Sul Kim Hwi-lang       | Alemanha · Rabia Gülec        |
| Até 62 kg (detalhes)     | Austrália · Carmen Marton    | Coreia do Sul Kim Hwi-lang       | Suíça · Nina Kläy             |
| Até 67 kg (detalhes)     | França · Haby Niaré          | Taipé Chinesa · Chuang Chia-chia | Azerbaijão · Farida Azizova   |
| Até 67 kg (detalhes)     | França · Haby Niaré          | Taipé Chinesa · Chuang Chia-chia | Eslovênia · Franka Anić       |
| Até 73 kg (detalhes)     | Cuba · Glenhis Hernández     | Coreia do Sul Lee In-jong        | Canadá · Jasmine Vokey        |
| Até 73 kg (detalhes)     | Cuba · Glenhis Hernández     | Coreia do Sul Lee In-jong        | Suécia · Casandra Ikonen      |
| Mais de 73 kg (detalhes) | Rússia · Olga Ivanova        | México · Briseida Acosta         | França · Anne-Caroline Graffe |
| Mais de 73 kg (detalhes) | Rússia · Olga Ivanova        | México · Briseida Acosta         | Sérvia · Ana Bajić            |

## Quadro de medalhas
O quadro de medalhas foi publicado. 
| Ordem | País          | Medalha de ouro | Medalha de prata | Medalha de bronze | Total |
| ----- | ------------- | --------------- | ---------------- | ----------------- | ----- |
| 1     | Coreia do Sul | 6               | 3                | 1                 | 10    |
| 2     | Cuba          | 2               | 0                | 3                 | 5     |
| 3     | México        | 1               | 3                | 1                 | 5     |
| 4     | Rússia        | 1               | 2                | 1                 | 4     |
| 5     | Irão          | 1               | 2                | 0                 | 3     |
| 6     | França        | 1               | 0                | 3                 | 4     |
| 7     | Alemanha      | 1               | 0                | 2                 | 3     |
| 8     | Tailândia     | 1               | 0                | 1                 | 2     |
| 9     | Austrália     | 1               | 0                | 0                 | 1     |
| 9     | Gabão         | 1               | 0                | 0                 | 1     |
| 11    | Taipé Chinesa | 0               | 2                | 1                 | 3     |
| 12    | China         | 0               | 1                | 1                 | 2     |
| 12    | Croácia       | 0               | 1                | 1                 | 2     |
| 14    | Japão         | 0               | 1                | 0                 | 1     |
| 14    | Jordânia      | 0               | 1                | 0                 | 1     |
| 16    | Espanha       | 0               | 0                | 3                 | 3     |
| 16    | Tunísia       | 0               | 0                | 3                 | 3     |
| 18    | Azerbaijão    | 0               | 0                | 2                 | 2     |
| 18    | Eslovênia     | 0               | 0                | 2                 | 2     |
| 20    | Brasil        | 0               | 0                | 1                 | 1     |
| 20    | Canadá        | 0               | 0                | 1                 | 1     |
| 20    | Egito         | 0               | 0                | 1                 | 1     |
| 20    | Senegal       | 0               | 0                | 1                 | 1     |
| 20    | Sérvia        | 0               | 0                | 1                 | 1     |
| 20    | Suécia        | 0               | 0                | 1                 | 1     |
| 20    | Suíça         | 0               | 0                | 1                 | 1     |
| Total | Total         | 16              | 16               | 32                | 64    |